# Allium pseudostamineum
Allium pseudostamineum là một loài thực vật có hoa trong họ Amaryllidaceae. Loài này được Kollmann & Shmida mô tả khoa học đầu tiên năm 1977.